# 法爾訥倫山
46°56′03″N 8°02′29″E / 46.93417°N 8.04139°E
法爾訥倫山（Farneren），是瑞士的山峰，位於該國中部，由盧塞恩州負責管轄，屬於埃默河谷山的一部分，俯瞰許普弗海姆，海拔高度1,572米，每年平均降雨量2,465毫米。